# Saitis mundus
Saitis mundus är en spindelart som beskrevs av Peckham, Peckham 1903. Saitis mundus ingår i släktet Saitis och familjen hoppspindlar. Inga underarter finns listade i Catalogue of Life.